# St-Jean (Aubeterre-sur-Dronne)

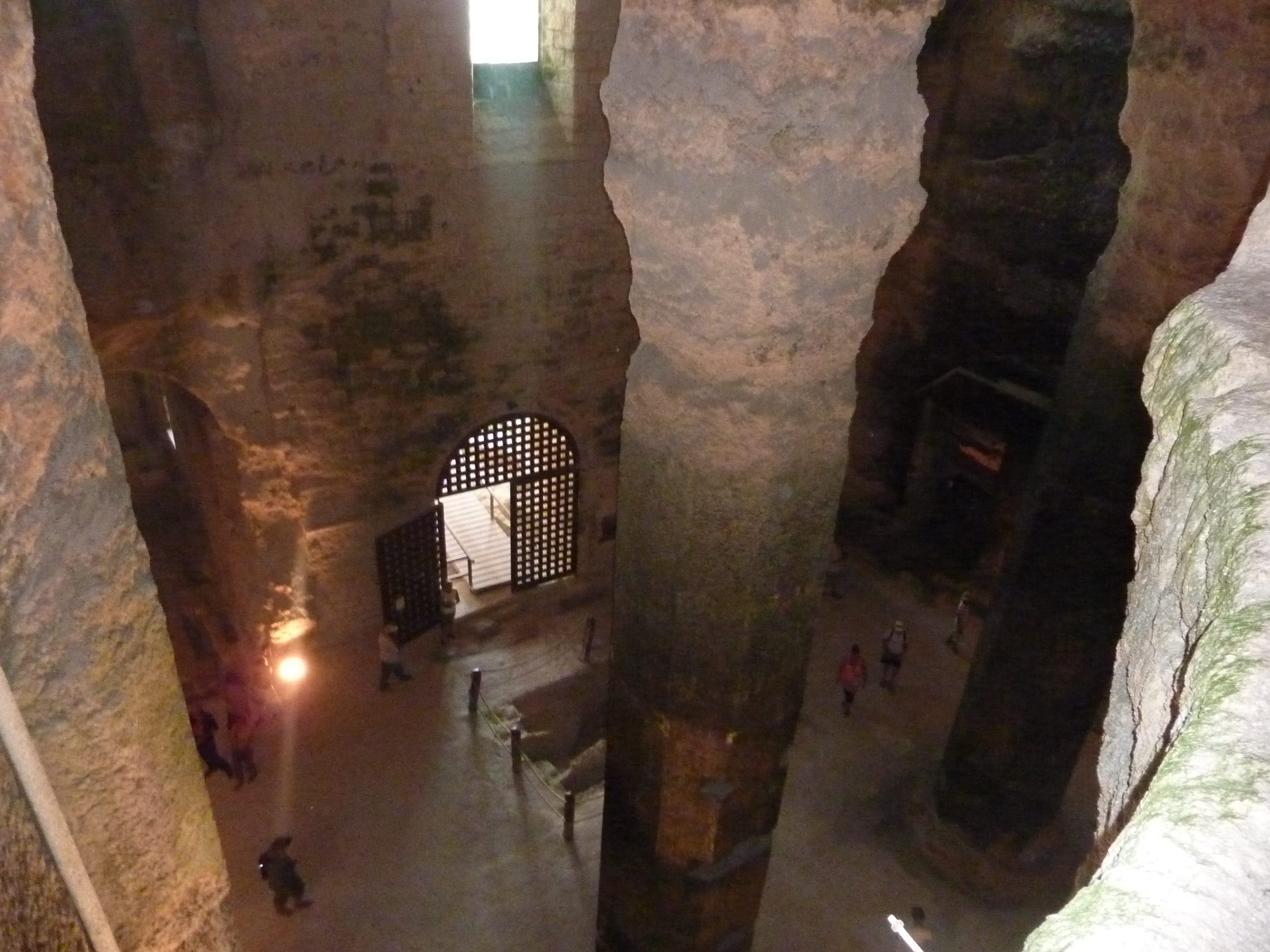
Blick auf den Eingang von der Galerie (2010)

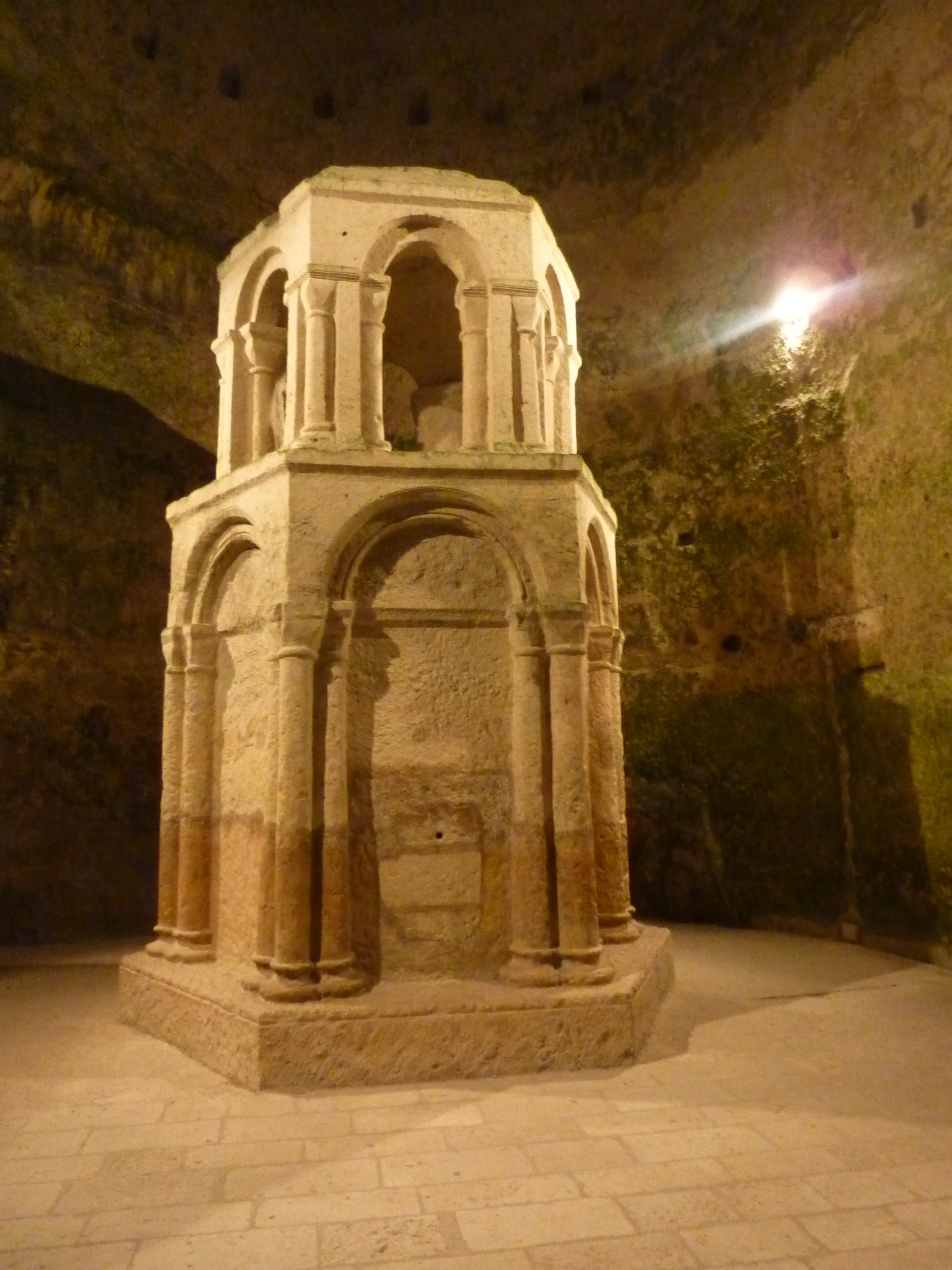
Reliquienschrein (2010)

Die Höhlenkirche St-Jean (Johannes der Täufer) in Aubeterre-sur-Dronne im Département Charente in Frankreich wurde im 12. Jahrhundert von Benediktinermönchen in den Fels gehauen, die eine ältere Höhlenkirche erweiterten. Erst vor 1958 wiederentdeckt, erstreckt sie sich unter dem Fels, auf dem das Dorf steht. Sie ist mit bis zu 20 m hohen, 27 m langen und 16 m breiten Räumen die größte Höhlenkirche Europas, die zudem über ein System unterirdischer Gänge mit der Burg von Aubeterre verbunden ist. Sie wurde in den Kalkstein eingetieft und kann daher als monolithisch beschrieben werden. Als Nachbau des Jerusalemer Felsengrabes gehört sie zu den herausragendsten Beispielen der Zitatarchitektur, deren auf die Gewissheit der Erlösung verweisender symbolhafter Gehalt einen Kontrast zur Höhlenarchitektur darstellt.
Ihre beeindruckenden Dimensionen und Hunderte in die Erde gegrabene Gräber zeigen die Bedeutung des Ortes. Die Kirche wurde nach der Rückkehr eines Kreuzfahrers vom Ersten Kreuzzug (1096–1099) gebaut. Zu beachten sind die kreisförmigen, doppelgeschossigen Taufbecken und die hängende Galerie, von wo man einen Blick auf den gesamten Innenraum hat. Der Hauptzweck der Kirche war es, Reliquien, die der Burgherr Pierre II. de Castillon nach dem Zweiten Kreuzzug (1147–1149) aus dem Heiligen Land zurückgebracht hatte, in einer Reihe von Nischen und in einem Schrein, dessen Form durch das Heilige Grab in Jerusalem inspiriert wurde, zu bewahren.